# Kavad II

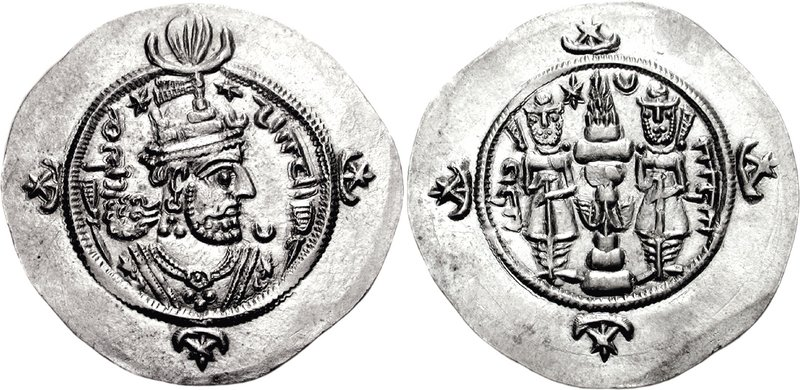
Monedas de Kavad II.

Kavad II Siroes fue el vigésimo tercer emperador sasánida.
Hijo mayor de Cosroes II (590-628), estaba encarcelado cuando las noticias de la gran victoria del emperador bizantino Heraclio (610-641) en la batalla de Nínive llegaron a Persia. Liberado por algunos magnates en 628, fue proclamado rey tras mandar asesinar a su padre y a sus dieciocho hermanos.
Con la aprobación de los nobles persas comenzó las negociaciones de paz con Heraclio, que permitieron a los bizantinos recuperar los territorios perdidos, los soldados capturados, la Vera Cruz, perdida en Jerusalén en el año 614, además de una indemnización de guerra.
Sin embargo, murió poco tiempo después, el 6 de septiembre de 628, a consecuencia de la peste.